# Abilene (Texas)
Abilene es una ciudad ubicada en el condado de Taylor en el estado estadounidense de Texas. En el Censo de 2010 tenía una población de 117.063 habitantes y una densidad poblacional de 402,82 personas por km². La ciudad ha sido calificada como la tercera más conservadora de todo Estados Unidos, tras Provo (Utah) y Lubbock (Texas). Esta calificación fue realizada por el Bay Area Center for Voting Research (BACVR) tras analizar variables demográficas y políticas de 237 ciudades estadounidenses con población superior a 100 mil habitantes. La ciudad es conocida por ser la sede de la Universidad Cristiana de Abilene.

## Geografía
Abilene se encuentra ubicada en las coordenadas 32°27′16″N 99°44′17″O / 32.45444, -99.73806. Según la Oficina del Censo de los Estados Unidos, Abilene tiene una superficie total de 290.61 km², de la cual 276.59 km² corresponden a tierra firme y (4.82%) 14.02 km² es agua.

### Clima
| Parámetros climáticos promedio de Abilene, Texas (Abilene Regional Airport), normales 1991−2020, extremos 1885–presente | Parámetros climáticos promedio de Abilene, Texas (Abilene Regional Airport), normales 1991−2020, extremos 1885–presente | Parámetros climáticos promedio de Abilene, Texas (Abilene Regional Airport), normales 1991−2020, extremos 1885–presente | Parámetros climáticos promedio de Abilene, Texas (Abilene Regional Airport), normales 1991−2020, extremos 1885–presente | Parámetros climáticos promedio de Abilene, Texas (Abilene Regional Airport), normales 1991−2020, extremos 1885–presente | Parámetros climáticos promedio de Abilene, Texas (Abilene Regional Airport), normales 1991−2020, extremos 1885–presente | Parámetros climáticos promedio de Abilene, Texas (Abilene Regional Airport), normales 1991−2020, extremos 1885–presente | Parámetros climáticos promedio de Abilene, Texas (Abilene Regional Airport), normales 1991−2020, extremos 1885–presente | Parámetros climáticos promedio de Abilene, Texas (Abilene Regional Airport), normales 1991−2020, extremos 1885–presente | Parámetros climáticos promedio de Abilene, Texas (Abilene Regional Airport), normales 1991−2020, extremos 1885–presente | Parámetros climáticos promedio de Abilene, Texas (Abilene Regional Airport), normales 1991−2020, extremos 1885–presente | Parámetros climáticos promedio de Abilene, Texas (Abilene Regional Airport), normales 1991−2020, extremos 1885–presente | Parámetros climáticos promedio de Abilene, Texas (Abilene Regional Airport), normales 1991−2020, extremos 1885–presente | Parámetros climáticos promedio de Abilene, Texas (Abilene Regional Airport), normales 1991−2020, extremos 1885–presente |
| Mes | Ene. | Feb. | Mar. | Abr. | May. | Jun. | Jul. | Ago. | Sep. | Oct. | Nov. | Dic. | Anual |
| --- | --- | --- | --- | --- | --- | --- | --- | --- | --- | --- | --- | --- | --- |
| Temp. máx. abs. (°C) | 32.2 | 34.4 | 36.7 | 40 | 42.8 | 43.3 | 43.3 | 43.9 | 41.7 | 39.4 | 33.3 | 32.2 | 43.9 |
| Temp. máx. media (°C)                                                                                                   | 14.9 | 17.1 | 21.6 | 26.2 | 30.2 | 33.8 | 35.8 | 35.6 | 31.5 | 26.3 | 19.9 | 15.2 | 25.7 |
| Temp. media (°C) | 7.9 | 10.1 | 14.5 | 18.9 | 23.4 | 27.3 | 29.3 | 29 | 24.9 | 19.4 | 13.1 | 8.5 | 18.9 |
| Temp. mín. media (°C)                                                                                                   | 0.9 | 3 | 7.4 | 11.6 | 16.6 | 20.8 | 22.8 | 22.4 | 18.3 | 12.6 | 6.3 | 1.8 | 12.1 |
| Temp. mín. abs. (°C) | -22.8 | -21.7 | -12.8 | -3.9 | 0.6 | 6.7 | 12.2 | 8.9 | 3.3 | -5 | -10.6 | -21.7 | -22.8 |
| Precipitación total (mm)                                                                                                | 27.9 | 32.8 | 43.9 | 47.2 | 81.5 | 87.4 | 48.8 | 64.3 | 67.8 | 71.9 | 35.6 | 32 | 641.1 |
| Nevadas (cm) | 1.8 | 2.5 | 0.3 | 0.8 | 0 | 0 | 0 | 0 | 0 | 0 | 1.8 | 2.3 | 9.4 |
| Días de precipitaciones (≥ 0.2 mm)                                                                                      | 4.6 | 5.1 | 5.8 | 4.7 | 8.0 | 6.9 | 4.7 | 6.0 | 5.9 | 6.2 | 4.5 | 4.8 | 67.2 |
| Días de nevadas (≥ 0.2 cm)                                                                                              | 0.5 | 0.8 | 0.2 | 0.0 | 0.0 | 0.0 | 0.0 | 0.0 | 0.0 | 0.1 | 0.3 | 0.5 | 2.4 |
| Horas de sol | 204.6 | 203.4 | 263.5 | 282.0 | 306.9 | 330.0 | 347.2 | 316.2 | 258.0 | 248.0 | 198.0 | 192.2 | 3150 |
| Fuente n.º 1: NOAA | | | | | | | | | | | | | |
| Fuente n.º 2: National Weather Service Hong Kong Observatory (horas de sol 1961–1990)                                   | | | | | | | | | | | | | |

## Demografía
Según el censo de 2010, había 117.063 personas residiendo en Abilene. La densidad de población era de 402,82 hab./km². De los 117.063 habitantes, Abilene estaba compuesto por el 75.47% blancos, el 9.58% eran afroamericanos, el 0.68% eran amerindios, el 1.67% eran asiáticos, el 0.09% eran isleños del Pacífico, el 9.18% eran de otras razas y el 3.32% pertenecían a dos o más razas. Del total de la población el 24.49% eran hispanos o latinos de cualquier raza.